# 故意落球
故意落球（こいらっきゅう、英語: intentional drop）とは、野球で、打者が内野に飛球等を打った際に、内野手が飛球に触れた後、意図的に落球したときに適用されるルールである。

## 概要
攻撃側の不利を防ぐために存在するルールである（このルールが存在する理由については#規則の背景を参照）
無死または一死で一塁に走者がいるとき（走者一塁、一・二塁、一・三塁または満塁のとき）、内野にフェアの飛球またはライナーが飛んで、「通常の守備を行えばこの飛球またはライナーを容易に捕球できる」と審判員が判断したものについて、内野で守備をしている選手（普段のポジションは問わない）が現実にグラブや手で打球に触れて地面に落とした場合に、このルールが適用される。故意落球宣告の対象となる飛球には、バントで打った飛球も含まれる。
審判員は、故意落球と判断した場合、直ちにボールデッドのジェスチャーを行い、続いて故意落球を宣告する。打者はアウトになり、走者は投球当時の占有塁に戻され、進塁できない。これに対してインフィールドフライは宣告されてもボールインプレイが継続する。インフィールドフライと宣告されたフェア飛球に対し内野手が故意落球に該当する行為を行っても、インフィールドフライが優先されボールインプレイとなる。
故意落球を宣告する権限は全ての審判員に同等に与えられており、1人でも故意落球を宣告すればこのルールが適用される。審判員の判断基準は、審判員から見て「容易に捕れる」と判断した飛球またはライナーを、内野手がグラブや手でボールに実際に触れて落とす行為があったかどうかである。例えば内野手の側方に鋭く飛んだライナーを捕るために横っ飛びを試みて、グラブにボールが当たったものの捕球できずに落とした場合など、「容易に捕ることができない」と判断される飛球やライナーについては適用されない。
内野手が足や頭など、グラブや手でないところで触れたり、ボールに触れずに落下させた場合にはこの規則は適用されない。「野手が何らかの理由で意図的に飛球を捕球せず、地面に落下させてから捕ること」を説明的に「故意落球」と呼ぶことはあっても、このルールとは無関係である。

## 規則の背景
一塁走者はフォースの状態にあるため、飛球が捕らえられた場合にはリタッチの義務が生じるが、飛球が捕らえられなかった場合には進塁義務が生じる。そのため、リタッチの義務とフォースの状態による進塁の義務という相反する2つのルールを悪用して、野手が故意に飛球を落下させたのち、二塁、一塁と送球することでフォースプレイでの併殺を狙おうとする行為が考えられる。
例えば一死一塁の状態で遊撃手の正面に、容易に捕球できそうなライナーが飛んだ場合、走者は捕球に備えて安易に離塁することができず、一塁付近にとどまらざるを得ない。しかし、遊撃手がこのライナーをわざと落とせば、一塁付近にとどまっている一塁走者に進塁義務を発生させることができ、すぐに拾って二塁、一塁と送球すれば、まとめてアウトにすることが可能となる。すなわち、通常の守備行為を行えば打者走者1人だけのアウトであるものを、故意に落球することで余分にアウトを取ることができてしまい、攻撃側に不利益が生じる。故意落球の規則はこのような行為を締め出すために存在する。
しかし、外野に守備位置をとっている野手が処理する飛球やライナーに対しては「故意落球」や「インフィールドフライ」の規則は適用されないので、次のような例外的なプレイも現出する。
1. 無死または一死で走者一・二塁のとき、打者が中堅方向へ浅い飛球（またはライナー）を打つ。走者はハーフウェーで見守るが、落下点は二塁のすぐ近くであるから二塁走者はさほど離塁できない。
2. 中堅手は落球し、すぐに球を拾い上げて二塁へ送球し一塁走者をフォースアウトにする。
3. 二塁走者は中堅手が落球した時点ではフォースの状態から解かれていないため、慌てて三塁へ走るが、二塁での離塁が少ないので二・三塁間でランダウンプレイ（挟殺プレイ）でアウトにされ、結果併殺される。

## 事例
1970年5月9日、中日ドラゴンズ対読売ジャイアンツ（巨人）戦（中日球場）
4回表、巨人の攻撃。一死一塁で打者の堀内恒夫はバントを試みたが、一塁前への小飛球となった。一塁走者の吉田孝司が一塁から動けないのを見たジョン・ミラー一塁手は、併殺を意図してボールをグラブに当てて落とし、すぐに拾って二塁へ送球し、二塁上でそれを受けた遊撃手はそのまま一塁へ送球した。このミラーのプレイは明らかに故意落球であるから、現在のルールでは堀内にアウトが宣告された上でボールデッドになり、二死一塁で試合は再開されるが、1970年当時は、故意落球が発生してもボールインプレイだった（堀内にアウトが宣告されるのは同じ）ため、一塁送球の間に二塁に到達していた吉田の進塁が認められ、試合は二死二塁から再開された（堀内が既にアウトになっているから、中日側は吉田をアウトにするためには吉田自身に触球する必要があった）。

2008年3月30日、中日ドラゴンズ対広島東洋カープ戦（ナゴヤドーム）
6回表、広島の攻撃。無死一塁で打者の緒方孝市は遊撃手の方向へ低いライナーを打った。中日の井端弘和遊撃手はこのライナーを地面すれすれで捕球した後、すぐにボールを地面に転がして拾い、そのまま二塁に送球し、二塁手はそれを一塁へ転送した。二塁塁審の杉永政信は直ちに故意落球を宣告し、緒方のみがアウトとなって、一死一塁から試合が再開された。

2010年8月5日、オリックス・バファローズ対埼玉西武ライオンズ戦（京セラドーム大阪）
6回表、西武の攻撃。無死一塁で打者佐藤友亮は一・二塁間へ低いライナーを打った。オリックスのT-岡田一塁手は飛びついて一度はグラブに入れたが、完全に捕球できずに落球した。一塁走者の平尾博嗣が落球に気付かず一塁に戻ったところ、岡田はボールを拾い上げて平尾に触球し、さらに一塁を踏んだ。審判員の協議の結果、故意落球と判定し、打者佐藤のみをアウトとして、一死一塁から試合が再開された。

2016年9月2日、千葉ロッテマリーンズ対埼玉西武ライオンズ戦（QVCマリンフィールド）
延長12回表、西武の攻撃。無死一・二塁で打者メヒアは、遊撃手の方向へライナーを打った。鈴木大地遊撃手は、ライナーをグラブではじき、すぐに拾って二塁に送球した。二塁塁審の津川力は直ちに故意落球を宣告し、メヒアのみがアウトとなって、一死一・二塁から試合が再開された。

2018年6月1日、北海道日本ハムファイターズ対中日ドラゴンズ戦（札幌ドーム）
1回裏、日本ハムの攻撃。一死一・三塁で打者レアードは、二塁手方向へライナーを打った。中日の高橋周平二塁手は完全捕球できずに落球、直ちにボールを拾い二塁へ送球、遊撃手は二塁にベースタッチした後一塁へ転送した。審判団が協議の結果、故意落球と判定し、レアードのみがアウトとなって、二死一・三塁から試合が再開された。

2023年7月11日、読売ジャイアンツ対広島東洋カープ戦（東京ドーム）
9回表、広島の攻撃。一死一塁で打者上本崇司は、遊撃手方向へライナーを打った。巨人の門脇誠遊撃手は地面すれすれで捕球したあとボールを落とし、直ちにボールを拾い二塁へ送球。二塁手は二塁にベースタッチした後一塁へ転送した。審判団が協議の結果、故意落球と判定し、上本のみがアウトとなって、二死一塁から試合が再開された。